# クロートヴィヒ・フォン・ヘッセン＝フィリップスタール＝バルヒフェルト
クロートヴィヒ・フォン・ヘッセン＝フィリップスタール＝バルヒフェルト（Chlodwig von Hessen-Philippsthal-Barchfeld, 1876年7月30日 - 1954年11月17日）は、ドイツの諸侯家門ヘッセン家の公子で、ヘッセン＝フィリップスタール＝バルヒフェルト方伯家の家長（1905年 - 1954年）。

## 生涯
ヘッセン＝フィリップスタール＝バルヒフェルト公子ヴィルヘルムと、その2番目の妻でベントハイム＝シュタインフルト侯ルートヴィヒの娘であるユリアーネ（1842年 - 1878年）の間の第2子、長男として生まれた。全名はクロートヴィヒ・アレクシス・エルンスト（Chlodwig Alexis Ernst）。両親は叔父と姪の間柄だった。
1905年、伯父のアレクシスの死に伴ってバルヒフェルト方伯家の家督を引き継いた。さらに1925年、兄脈のヘッセン＝フィリップスタール方伯家最後の当主エルンストが独身のまま死去すると、ヘッセン＝フィリップスタール方伯家の家督をも引き継いだ。
長男のヴィルヘルムが1942年に戦死したため、嫡孫のヴィルヘルムを家督相続者とした。

## 結婚と子女
1904年5月26日にリッヒにおいて、ゾルムス＝ホーエンゾルムス＝リッヒ侯ヘルマンの娘カロリーネ（1877年 - 1958年）と結婚し、間に3男2女の5人の子女をもうけた。
- ヴィルヘルム・エルンスト・アレクシス・ヘルマン（1905年 - 1942年）
- エルンスト・ルートヴィヒ（1906年 - 1934年）
- イレーネ・ジビッレ・アウグステ・ヘルミーネ（1907年 - 1980年） - 1934年、Waldemar von Thomsenと結婚
- アレクサンダー・フリードリヒ・フェルディナント・エルンスト・カール・ゲオルク・ルートヴィヒ・アレクシス（1911年 - 1939年）
- ヴィクトリア・ツェツィーリエ・マリー・アーデルハイト・ベルタ（1914年 - 1998年）